# Pascal Eisele
Pascal Eisele (* 27. Dezember 1992 in Fahrenbach) ist ein deutscher Ringer. Er belegte bei der Europameisterschaft 2013 in Tiflis einen 5. Platz im griechisch-römischen Stil im Weltergewicht. 2016 wurde er Europameister in der Gewichtsklasse bis 80 kg Körpergewicht und 2017 gewann er in der gleichen Gewichtsklasse eine Bronzemedaille bei der Weltmeisterschaft in Paris.

## Werdegang
Pascal Eisele begann als Jugendlicher beim SV Fahrenbach mit dem Ringen, wobei er sich auf den griechisch-römischen Stil konzentrierte. Später wechselte er zum KSV Schriesheim und ringt nunmehr für den deutschen Mannschaftsmeister 2013, den ASV Mainz 1888. Er ist Angehöriger der Bundeswehr und wurde bzw. wird von Baris Baglan, Jannis Zamanduridis und Michael Carl trainiert.
2008 startete er erstmals bei einer internationalen Meisterschaft, der Junioren-Europameisterschaft der Kadetten in Daugavpils. In der Gewichtsklasse bis 63 kg kam er auf den 19. Platz. 2009 gewann er bei der gleichen Meisterschaft in Zrenjanin eine Bronzemedaille in der Gewichtsklasse bis 69 kg. 2012 wurde Pascal Eisele deutscher Juniorenmeister im Weltergewicht und belegte bei der Junioren-Europameisterschaft in Zagreb im Weltergewicht den 5. Platz.
2013 war er erstmals bei einer internationalen Meisterschaft bei den Männern am Start. Er besiegte dabei bei der Europameisterschaft in Tiflis Rafiq Hüseynov, Aserbaidschan, Jonas Bossert, Schweiz und Seref Tüfenk aus der Türkei. Im Halbfinale unterlag er gegen Surab Datunaschwili aus Georgien. In der Trostrunde unterlag er Božo Starčević aus Kroatien im Kampf um eine Bronzemedaille und belegte somit den 5. Platz. Bei der deutschen Männermeisterschaft 2013 kam er hinter Florian Neumaier und Jan Rotter auf den 3. Platz.
2014 wurde Pascal Eisele in der neuen Gewichtsklasse bis 80 kg Körpergewicht erstmals Deutscher Meister bei den Senioren und besiegte dabei im Finale Altmeister Konstantin Schneider. International konnte er sich aber in dieser Gewichtsklasse noch nicht richtig etablieren. So belegte er bei der Europameisterschaft in Vantaa/Finnland nach einer Erstrunden-Niederlage gegen Giorgi Zirekidse, Georgien den 18. Platz und auch beim Großen Preis von Deutschland im Juni 2014 in Dortmund erreichte er keinen Spitzenplatz. Bei der Weltmeisterschaft 2014 in Taschkent nahm er in seinem ersten Kampf Revanche gegen Giorgi Zirekidse, verlor aber seinen nächsten Kampf gegen Božo Starčević aus Kroatien. Da dieser das Finale nicht erreichte, schied er aus und kam auf den 8. Platz.
Bei den 1. Europäischen Spielen 2015 in Baku startete Pascal Eisele wieder in der Gewichtsklasse bis 75 kg. Er verfehlte im Kampf gegen Dimitri Pischkow aus der Ukraine knapp die Bronzemedaille. Bei der Weltmeisterschaft 2015 in Las Vegas gewann er, wieder in der Gewichtsklasse bis 75 kg seinen ersten Kampf gegen den Palästinenser Rabbia Khalil, unterlag jedoch in seinem nächsten Kampf gegen den ehemaligen Weltmeister Saeid Mourad Abdvali aus dem Iran und kam auf den 15. Platz.
Im März 2016 startete Pascal Eisele bei der Europameisterschaft in Riga in der Gewichtsklasse bis 80 kg Körpergewicht. Mit Siegen über Krister Aalander, Finnland, Rajbek Bisultanow, Dänemark, Daniel Alexandrow Tichomirow, Bulgarien und Edgar Babajan, Polen, sicherte er sich den Europameistertitel. Dabei entschied er alle vier Kämpfe vorzeitig für sich und erzielte insgesamt ein Punktekonto von 28:0 zu seinen Gunsten. Er verpasste jedoch danach die Qualifikation für die Olympischen Spiele 2016 in Rio de Janeiro, für die er wieder in die Gewichtsklasse bis 75 kg abtrainieren musste, was ihn nachhaltig schwächte.
Im September 2016 gelang ihm dafür der Sieg bei der Militär-Weltmeisterschaft in Skopje, bei der er wieder in der Gewichtsklasse bis 80 kg antreten konnte. Bei der Weltmeisterschaft 2016 in den nicht-olympischen Gewichtsklassen im Dezember 2016 erreichte er den 7. Platz.
Bei der Europameisterschaft 2017 in Novi Sad enttäuschte Pascal Eisele, denn er verlor dort in der Gewichtsklasse bis 80 kg seinen ersten Kampf gegen Petr Novak aus Tschechien und erreichte nur den 13. Platz. Umso besser lief es bei der Weltmeisterschaft 2017 in Paris, denn dort erkämpfte er sich in der gleichen Gewichtsklasse nach einem Sieg über Aslan Atem, Türkei, einer Niederlage gegen Maksim Manukjan, Armenien und Siegen über Alex Kessidis, Schweden und Surabi Datunaschwili aus Georgien, den er kurz vor Schluss des Kampfes mit einem sehenswerten Kopfzug sogar schulterte, eine Bronzemedaille.
In den folgenden Jahren konnte er – auch verletzungsbedingt – nicht an diese Erfolge anknüpfen. 2018 war er bei der Weltmeisterschaft in Budapest in der Gewichtsklasse bis 77 kg am Start, verlor dort aber gleich seinen ersten Kampf gegen den Kroaten Bozo Starcevic. Da dieser das Finale nicht erreicht, schied er aus und belegte nur den 27. Platz.
2019 wurde er in der Gewichtsklasse bis 82 kg erneut Deutscher Meister vor Lucas Lazogiannis aus Weil im Dorf. Im August 2019 setzte er sich beim Ausringen des Startplatzes für die Weltmeisterschaft dieses Jahres in der Gewichtsklasse bis 82 kg mit zwei knappen Punktsiegen (3:2 und 4:3) gegen Hannes Wagner vom AC Lichtenfels durch.

## Internationale Erfolge
| Jahr | Platz | Wettbewerb                                        | Gewichtsklasse | Ergebnisse |
| 2007 | 1.    | Deutschland-Cup (Cadets) in Frankfurt (Oder)      | bis 60 kg      | |
| 2008 | 19.   | Junioren-EM (Cadets) in Daugavpils                | bis 63 kg      | Sieger: Tschingis Labasanow, Russland vor Wiktor Kardasch, Weißrussland |
| 2008 | 1.    | Deutschland-Cup (Cadets) in Frankfurt (Oder)      | bis 63 kg      | |
| 2009 | 1.    | „Samurgaschew“-Cup in Rostow (Don)                | bis 69 kg      | |
| 2009 | 3.    | Junioren-EM (Cadets) in Zrenjanin                 | bis 69 kg      | hinter Islam Tscharajew, Russland und Sosorko Gasdijew, Schweden |
| 2010 | 10.   | Militär-WM in Lahti                               | Welter         | Sieger: Masoud Raschidian, Iran vor Julian Kwit, Polen |
| 2012 | 1.    | Intern. Brandenburg-Cup in Frankfurt (Oder)       | Welter         | |
| 2012 | 1.    | Turnier der olympischen Hoffnungen in Ungarn      | Welter         | |
| 2012 | 5.    | Junioren-EM in Zagreb                             | Welter         | hinter Islam Tscharajew, Kasbek Kilow, Weißrussland, Arkadiusz Kuhynicz, Polen und Schamil Estuganow, Aserbaidschan                                                                                           |
| 2012 | 15.   | Junioren-WM in Pattaya                            | Welter         | Sieger: Kasbek Kilow vor Tornike Dschamaschwili, Georgien |
| 2013 | 2.    | „Dan Kolow“ & „Nikola Petrow“-Memorial in Plowdiw | Welter         | hinter Jawor Janakijew, Bulgarien, vor Ilian Georgiew, Bulgarien, Jonas Bossert, Schweiz und Mark Overgaard Madsen, Dänemark                                                                                  |
| 2013 | 5.    | EM in Tiflis                                      | Welter         | nach Siegen über Rafiq Hüseynov, Aserbaidschan, Jonas Bossert und Seref Tüfenk, Türkei und Niederlagen gegen Surab Datunaschwili, Georgien und Božo Starčević, Kroatien                                       |
| 2013 | 3.    | „Ion-Corneanu“-Memorial in Targoviste             | Welter         | hinter Ilian Georgiew und Julian Neumaier, Deutschland, gemeinsam mit Nikolai Daragan, Ukraine |
| 2014 | 2.    | „Dan Kolow“ & „Nikola Petrow“-Memorial in Sofia   | bis 80 kg      | hinter Imil Scharafetdinow, Russland, vor Alexander Schischman, Ukraine und Jonas Bossert, Schweiz |
| 2014 | 18.   | EM in Vantaa/Finnland                             | bis 80 kg      | nach einer Niederlage gegen Giorgi Zirekidse, Georgien |
| 2014 | 16.   | Großer Preis von Deutschland in Dortmund          | bis 80 kg      | Sieger: Arsen Dschulfalakjan, Armenien vor Seref Tüfenk, Türkei |
| 2014 | 5.    | „Wladyslaw-Pytlasinski“-Memorial in Danzig        | bis 75 kg      | hinter Arkadiusz Kulinicz, Polen, Florian Neumaier, Deutschland, Neven Zugaj, Kroatien und Javor Janakiew, Bulgarien                                                                                          |
| 2014 | 8.    | WM in Taschkent                                   | bis 80 kg      | nach einem Sieg über Giorgi Zirekidse und einer Niederlage gegen Božo Starčević |
| 2014 | 5.    | Militär-WM in Fort Dix                            | bis 80 kg      | hinter Alexander Kazakewitsch, Litauen, Alexander Schischman, Chassulan Koschanow, Kasachstan und Jure Kuhar, Slowakei                                                                                        |
| 2015 | 5.    | Europaspiele 2015/Ringen in Baku                  | bis 75 kg      | nach Sieg über Kasbek Kilow, Weißrussland, Niederlage gegen Viktor Nemes, Serbien, Sieg über Christoffer Nilsson, Schweden und Niederlage gegen Dimitri Pischkow, Ukraine                                     |
| 2015 | 15.   | WM in Las Vegas                                   | bis 75 kg      | nach einem Sieg über Rabbia Khalil, Palästina und einer Niederlage gegen Saeid Mourad Abdvali, Iran |
| 2015 | 12.   | Militär-Weltspiele in Mungyeong/Südkorea          | bis 80 kg      | Sieger: Rafik Huseinow, Aserbaidschan vor Jewgeni Salejew, Russland |
| 2016 | 1.    | Großer Preis von Paris                            | bis 80 kg      | vor Nabil Ychlef, Frankreich und Chang Youngxiang, China |
| 2016 | 2.    | Thor-Masters in Nyköbing/Dänemark                 | bis 75 kg      | hinter Robert Patrik Rosengren, Schweden, vor Laszlo Szabo, Ungarn und Jim Eric Pettersson, Schweden |
| 2016 | 1.    | EM in Riga                                        | bis 80 kg      | nach Siegen über Krister Aalander, Finnland, Rajbek Bisultanow, Dänemark, Daniel Alexandrow Tichomirow, Bulgarien und Edgar Babajan, Polen                                                                    |
| 2016 | 4.    | Olympia-Qualif.-Turnier in Ulaan-Baatar           | bis 75 kg      | hinter Peter Bacsi, Ungarn, Bin Yang, China und Arsen Dschulfalakjan, Armenien |
| 2016 | 11.   | Olympia-Qualif.-Turnier in Istanbul               | bis 75 kg      | Sieger: Selcuk Cebi, Türkei vor Daniel Alexandrow Tohimirow, Bulgarien |
| 2016 | 1.    | Militär-Weltmeisterschaft in Skopje               | bis 80 kg      | vor Rafik Huseinow, Aserbaidschan, Andrei Bielich, Ukraine und Imil Scharafedinow, Russland |
| 2016 | 7.    | WM in Budapest                                    | bis 80 kg      | nach einem Sieg über Atabek Asisbekow, Kirgisistan, einer Niederlage gegen Aslan Atem, Türkei, einem Sieg über Ilijan Todorow Georgiew, Bulgarien und einer Niederlage gegen Aschar Dilmuchamedow, Kasachstan |
| 2017 | 13.   | EM in Novi Sad                                    | bis 80 kg      | nach einer Niederlage gegen Petr Novak, Tschechien |
| 2017 | 3.    | WM in Paris                                       | bis 80 kg      | nach einem Sieg über Aslan Atem einer Niederlage gegen Maksim Manukjan, Armenien und Siegen über Alex Kessidis, Schweden und Surabi Datunaschwili, Georgien                                                   |
| 2018 | 10.   | Großer Preis von Deutschland in Dortmund          | bis 77 kg      | Sieger: Zoltan Levai vor Tamas Lörincz, beide Ungarn |
| 2018 | 27.   | WM in Budapest                                    | bis 77 kg      | nach einer Niederlage gegen Bozo Starcevis, Kroatien |
| 2019 | 12.   | Thor-Masters in Nyköbing                          | bis 77 kg      | Sieger: Roland Schwarz vor Florian Neumaier, beide Deutschland |
| 2019 | 9.    | Großer Preis von Spanien in Madrid                | bis 82 kg      | Sieger: Jaroslaw Filchakow, Ukraine vor Nikita Subkow, Russland |
| 2019 | 13.   | Großer Preis von Deutschland in Dortmund          | bis 77 kg      | Sieger: Roman Wlassow, Russland vor Zoltan Levai |

## Deutsche Meisterschaften
| Jahr | Platz | Altersgruppe      | Gewichtsklasse | Ergebnisse                                                                                             |
| 2008 | 3.    | Jugend A (Cadets) | bis 63 kg      | hinter Michael Prill, SV Hallbergmoos und Kevin Bredy, RSV Spiesn-Elversberg                           |
| 2009 | 1.    | Jugend A (Cadets) | bis 69 kg      | vor Patrick Becker und Niklas Schäfer                                                                  |
| 2010 | 8.    | Senioren          | Welter         | Sieger: Konstantin Schneider, KSV Köllerbach vor Philipp Heiß, TSV Westendorf                          |
| 2011 | 18.   | Senioren          | Welter         | |
| 2011 | 3.    | Junioren          | Welter         | hinter Florian Neumaier, VfK Mühlenbach und Denis Kudla, VfK Schifferstadt                             |
| 2012 | 3.    | Senioren          | Welter         | hinter Konstantin Schneider und Timo Badusch                                                           |
| 2012 | 1.    | Junioren          | Welter         | vor Roman Bertko und Marius Braun                                                                      |
| 2013 | 3.    | Senioren          | Welter         | hinter Florian Neumaier und Jan Rotter                                                                 |
| 2014 | 1.    | Senioren          | bis 80 kg      | vor Konstantin Schneider, Fabian Jänicke und Marius Braun, AV Sulgen                                   |
| 2015 | 3.    | Senioren          | bis 75 kg      | hinter Damian Hartmann, RSV Frankfurt/Oder und Florian Neumaier                                        |
| 2019 | 1.    | Senioren          | bis 82 kg      | vor Lucas Lazogiannis, SG Weil im Dorf, Marius Braun, KSV Musberg und Florian Neumaier, VfK Mühlenbach |
| 2024 | 1.    | Senioren          | bis 87 kg      | vor Vincent Scherer (SC Kleinostheim), Keymi Rothweiler (KSV Ketsch) und Thomas Kramer (AC Penzberg)   |

- 2013 Deutscher Mannschaftsmeister mit der ASV Mainz 1888

Erläuterungen
- alle Wettkämpfe im griechisch-römischen Stil
- WM = Weltmeisterschaft, EM = Europameisterschaft
- Weltergewicht, Gewichtsklasse bis 74 kg Körpergewicht (bis 31. Dezember 2013; seit 1. Januar 2014 gilt eine neue Gewichtsklasseneinteilung durch den Ringer-Weltverband FILA, nunmehr UWW = United World Wrestling)